# T-Series
Super Cassettes Industries Private Limited, podnikající pod názvem T-Series, je indická hudební a filmová společnost založená Gulshanem Kumarem v roce 1983. Zabývá se vydáváním bollywoodských písní a indické pop music. Od roku 2014 je T-Series největším indickým hudebním vydavatelstvím s 35% podílem na indickém hudebním trhu.
Společnost založil Gulshan Kumar, původně prodejce ovocných šťáv v Dillí, nejprve pro prodávání zprvu ukradených, později vlastních bollywoodských písní a pop music. Zlom pro T-Series nastal po vydání alba Qayamat Se Qayamat Tak v roce 1988, které složil Anand-Milind a texty vytvořil Majroo Sultanpuri. Toto album se stalo jedním z nejprodávanějších indických hudebních alb osmdesátých let s více než 8 miliony prodaných kopií. Alba Aashiqui (1990), které složil Nadee-Shravan, bylo prodáno více než 20 milionů kopií a stalo se nejprodávanějším indickým soundtrackovým albem všech dob. Po vraždě Gulshana Kumara v roce 1997 převzali vedení T-Series jeho syn Bhushan Kumar a mladší bratr Krishan Kumar.
Na YouTube má T-Series vícekanálovou síť s 29 kanály, které v srpnu 2021 měly dohromady více než 350 milionů odběratelů a více než 200 miliard zhlédnutí. V lednu 2017 se stal nejsledovanějším kanálem YouTube. V roce 2019 kanál T-Series předběhnul, co do počtu odběratelů, bývalý nejodebíranější kanál švédského youtubera PewDiePie. Hlavní youtubový kanál T-Series se řadí se na 2. pozici nejodebíranějšího kanálu vůbec čítajícím (k srpnu 2024) 272 milionů odběratelů.

## Seznam umělců
Následující hudebníci v současné době nebo dříve vydávali hudbu pod společností T-Series.
- Allah Rakha Rahman
- Abhijeet Bhattacharya
- Alka Yagnik
- Anand-Milind (Anand Shrivastav a Milind Shrivastav)
- Anuradha Paudwal
- Anwar
- Asha Bhosle
- Babul Supriyo
- Kumar Sanu
- Guru Randhawa
- Himesh Reshammiya
- Jasmin Walia
- Javed Akhtar
- Lucky Ali
- M.I.A.
- Nadeem-Shravan (Nadeem Akhtar Saifi a Shravan Kumar Rathod)
- Nikhil-Vinay (Nikhil Kamath a Vinay Tiwari)
- Nitin Mukesh
- Pankaj Udhas
- Purnima
- Rahat Fateh Ali Khan
- Rajesh Roshan
- Raju Singh
- Sameer
- Saawan Kumar Tak
- Sajid-Wajid (Sajid Khan a Wajid Khan)
- Sandeep Chowta
- Shaan
- Shreya Ghoshal
- Sonu Nigam
- Sophie Choudry
- Sukhwinder Singh
- Sunidhi Chauhan
- Talat Aziz
- Tanvi Shah
- Udit Narayan
- Vishal-Shekhar (Vishal Dadlani a Shekhar Ravjiani)
- Yo Yo Honey Singh
- Zack Knight